# Economia de l'Uruguai
L'economia de l'Uruguai està basada granment en les exportacions de productes agropecuaris, en una mà d'obra molt qualificada, i alts nivells de despeses socials. Tradicionalment, Uruguai també té elevats nivells d'educació, benestar social i cura de la salut. L'Uruguai està situat en el lloc número 46 d'acord amb el IDH publicat pel PNUD el 2007 (amb dades de l'any 2005).

## Característiques
Els bestiar oví i boví són els més importants; carn, llana, cuir i altres subproductes van constituir sempre les principals exportacions. De menor rellevància per a l'economia són els cultius agrícoles, entre ells, el blat, l'arròs i la soia.
Els recursos minerals són escassos, però la indústria ha crescut gràcies a les importacions de combustibles i matèries primeres. La principal indústria és l'alimentària, seguida per la tèxtil i la química. Una indústria que ha crescut des de la fi del segle xx és la del programari, la que està efectuant reeixides exportacions no tradicionals. La xarxa de carreteres és bona. El turisme i els serveis financers constitueixen importants recursos econòmics.

## Història econòmica des de finals del segle XX
Després d'un creixement de 5% a l'any entre 1996 i 1998, l'economia va sofrir una recessió entre 1999 i 2002, després de les crisis econòmiques dels veïns i principals del Mercosur, Brasil i l'Argentina. Com a exemple, Argentina va retirar grans summes de dipòsits dels bancs uruguaians entre 2001 i 2002, la qual cosa va resultar en una especulació amb la moneda uruguaiana i un creixement de l'atur. El PIB en aquests dos anys va caure gairebé 20%. El 2002 va ser el pitjor any de la crisi. Una renegociació del deute amb el sector privat el 2003 va restaurar la confiança pública. Gràcies a això, i la pujada dels preus de les primeres matèries exportades pel país, l'economia va tornar a créixer, arribant a aproximadament 8% a l'any entre el 2004 i el 2008. El 2009 el creixement va ser amb prou feines 1,7% però el país no va sofrir una recessió gràcies a eficients polítiques monetària i fiscal adoptades.
La economía uruguaya ha experimentado tasas de crecimiento positivas desde 2003, con un promedio anual de 4.1% entre 2003 y 2018. Aunque con una marcada desaceleración, el crecimiento económico continuó siendo positivo incluso en 2017 y 2018 a pesar de las recesiones experimentadas por Argentina y Brasil, alejándose de antiguos patrones en que el mismo se mostraba fuertemente sincronizado con el de sus principales vecinos. Políticas macroeconómicas prudentes y un compromiso con la diversificación de mercados y productos dentro de los sectores dominantes de agricultura y silvicultura han aumentado la capacidad del país para resistir los shocks regionales.
L'economia de l'uruguai ha crescut entre 2003 i 2018 amb una mitjana anual de 4.1%, tot i que amb les recessions de'Argentina i Brasil també va desaccelerar el creixement econòmic, va continuar sent positiu, allunyant-se d'antics patrons en què el mateix es mostrava fortament sincronitzat amb el dels seus principals veïns. Polítiques macroeconòmiques prudents i un compromís amb la diversificació de mercats i productes dins dels sectors dominants d'agricultura i silvicultura han augmentat la capacitat de país per resistir els xocs regionals.